# Erika Aurian
Erika Aurian (n. 1932) este o editoare de montaj (monteuză) română. A realizat montajul mai multor filme de ficțiune românești.

## Filmografie

### Montaj
- Flăcăul și focul (1960)
- S-a furat o bombă (1962)
- Anotimpuri (1964)
- Ultima noapte a copilăriei (1968)
- Drum în penumbră (1972)
- Dragostea începe vineri (1973)
- 100 de lei (1973)
- Agentul straniu (1974)
- Orașul văzut de sus (1975)
- Serenadă pentru etajul XII (1976)
- Septembrie (1978)
- Melodii, melodii (1978)
- Al patrulea stol (1979)
- Mireasa din tren (1980)
- Detașamentul „Concordia” (1981)
- Angela merge mai departe (1982)
- Un petic de cer (1984)
- Vară sentimentală (1986)
- Încrederea (1986)
- Pistruiatul 1 - Evadatul (1986)
- Pistruiatul 2 - Ascunzișuri (1986)
- Pistruiatul 3 - Insurecția (1986)